# Matsumuraja rubea
Matsumuraja rubea är en insektsart som beskrevs av Sorin 1965. Matsumuraja rubea ingår i släktet Matsumuraja och familjen långrörsbladlöss. Inga underarter finns listade i Catalogue of Life.